# Lista okrętów United States Navy, B
W tej sekcji listy okrętów United States Navy wymienione są nazwy wszystkich okrętów United States Navy, których nazwa zaczyna się od B.
Aby zobaczyć wyłącznie listę okrętów obecnie pozostających w służbie — patrz Lista obecnie służących okrętów United States Navy
W przypadku okrętów, których nazwa została użyta jednokrotnie, link USS "Nazwa_okrętu" kieruje do artykułu o konkretnym okręcie. Jeżeli nazwy użyto kilkakrotnie, link USS "Nazwa_okrętu" kieruje do strony ujednoznaczniającej z krótkimi opisami poszczególnych okrętów, natomiast linki następujące po nazwie kierują do tych okrętów bezpośrednio.

## B-Ba
- USS "B-1" (SS-10)
- USS "B-2" (SS-11)
- USS "B-3" (SS-12)
- USS "B. A. H. Hubbard" (SP-416)
- USS "B. F. Macomber" (SP-980)
- USS "B. H. B. Hubbard" (SP-416)
- USS "B. N. Creary" (1864)
- USS "Bab" (SP-116)
- USS "Babbitt" (DD-128)
- USS "Babette II" (SP-484)
- USS "Bache" (1871, DD-470)
- USS "Badassah" (1837)
- USS "Badger" (1889, DD-126, FF-1071)
- USS "Badoeng Strait" (CVE-116)
- USS "Baffins" (CVE-35)
- USS "Bagaduce" (AT-21, ATA-194)
- USS "Bagheera" (SP-963
- USS "Bagley" (TB-24, DD-185, DD-386, FF-1069)
- USS "Baham" (AG-71)
- USS "Bahamas" (PF-75)
- USS "Bailer" (YO-54)
- USS "Bailey" (TB-21, DD-269, DD-492)
- USS "Bainbridge" (1842, DD-1, DD-246, CGN-25, DDG-96)
- USS "Bairoko" (CVE-115)
- USS "Baker" (DE-190)
- USS "Balanga" (YT-103)
- USS "Balao" (SS-285)
- USS "Balch" ((DD-50, DD-363)
- USS "Balduck" (APD-132)
- USS "Baldwin" (DD-624)
- USS "Balfour" (DE-73)
- USS "Bali" (ID-2483)
- USS "Ballard" (1813, DD-267)
- USS "Balm" (YN-78)
- USS "Baltimore" (1777, 1798, 1861, C-3, CA-68, SSN-704)
- USS "Bamberg County" (LST-209)
- USS "Banaag" (YT-104)
- USS "Banago" (ID-3810)
- USS "Bancroft" (1892, DD-256(inne języki), DD-598)
- USS "Bandera" (APA-131)
- USS "Bang" (SS-385)
- USS "Bangor" (PF-16)
- USS "Bangust" (DE-739)
- USS "Banner" (APA-60, AKL-25/AGER-l)
- USS "Banning" (PCE-886)
- USS "Bannock" (ATF-81)
- USS "Banshee" (1862, IX-178)
- USS "Baranof" ()
- USS "Barataria" (, )
- USS "Barb" (SS-220, SSN-596)
- USS "Barbados" ()
- USS "Barbara" ()
- USS "Barbarossa" ()
- USS "Barbel" (SS-316, SS-580)
- USS "Barber" (LPR-57)
- USS "Barbero" (SS-317)
- USS "Barbet" (, )
- USS "Barbey" (FF-1088)
- USS "Barbican" ()
- USS "Barboncito" ()
- USS "Barbour County" (LST-1195)
- USS "Barcelo" (, )
- USS "Baretta" ()
- USS "Barite" ()
- USS "Barker" (DD-213(inne języki))
- USS "Barnegat" (,AVP-10)
- USS "Barnes" (CVE-20)
- USS "Barnett" (, )
- USS "Barney" (TB-25, DD-149, DDG-6)
- USS "Barnstable" ()
- USS "Barnstable County" (LST-1197)
- USS "Barnwell" ()
- USS "Baron" ()
- USS "Baron DeKalb" (1861)
- USS "Barr" (APD-39)
- USS "Barracuda" (SS-21, SF-4/SS-163, SSK-1)
- USS "Barrett" (AP-196)
- USS "Barricade" ()
- USS "Barrier" ()
- USS "Barritt" ()
- USS "Barrow" ()
- USS "Barry" (DD-2, DD-248, DD-933, DDG-52)
- USS "Bartlett" (AGOR-13)
- USS "Barton" (DD-599, DD-722)
- USS "Bashaw" ()
- USS "Basilan" ()
- USS "Basilone" (DD-824)
- USS "Bass" (, )
- USS "Bassett" (APD-73)
- USS "Bastian" ()
- USS "Bastion" ()
- USS "Bastogne" ()
- USS "Bat" ()
- USS "Bataan" (CVL-29, LHD-5)
- USS "Bateleur" ()
- USS "Bates" (APD-47)
- USS "Batesburg" ()
- USS "Batfish" (AGSS-310, SSN-681)
- USS "Bath" (, )
- USS "Batjan" ()
- USS "Baton Rouge" (SSN-689)
- USS "Battler" ()
- USS "Bauer" (DE-1025)
- USS "Bausell" (DD-845)
- USS "Bauxite" ()
- USS "Bavaria" ()
- USS "Baxley" ()
- USS "Baxter" ()
- USS "Bay Spring" ()
- USS "Baya" (SS-318)
- USS "Bayfield" ()
- USS "Bayntun" ()
- USS "Bayocean" ()
- USS "Bayonne" ()
- USS "Bazeley" ()
- USS "Bazely" (, )

## Be
- USS "Beacon" (PG-99)
- USS "Beagle" (, )
- USS "Beale" (DD-40, DD-471)
- USS "Bear" ()
- USS "Bearss" (DD-654)
- USS "Beatty" (DD-640, DD-756)
- USS "Beaufort" (, , , , ATS-2)
- USS "Beaumere II" ()
- USS "Beaumont" ()
- USS "Beauregard" ()
- USS "Beaver" (AS-5/ARG-19)
- USS "Beaver State" (ACS-10)
- USS "Beaverhead" ()
- USS "Bebas" (DE-10)
- USS "Beckham" ()
- USS "Becuna" (SS-319)
- USS "Bedford Victory" ()
- USS "Beeville" ()
- USS "Begor" (APD-127)
- USS "Bel Air" ()
- USS "Belet" (APD-109)
- USS "Belfast" ()
- USS "Belknap" (DD-251/AVD-8/APD-34, CG-26)
- USS "Bell" (DD-95, DD-587)
- USS "Bella" ()
- USS "Bellatrix" (AK-20/AKA-3, , AKR-288)
- USS "Belle" ()
- USS "Belle Grove" ()
- USS "Belle Isle" ()
- USS "Belle Italia" ()
- USS "Belle of Boston" ()
- USS "Belleau Wood" (CVL-24, LHA-3)
- USS "Bellerophon" (ARL-31)
- USS "Bellingham" ()
- USS "Bellona" ()
- USS "Belmont" (, )
- USS "Beltrami" ()
- USS "Beluga" ()
- USS "Belusan" (, )
- USS "Ben Morgan" ()
- USS "Benavidez" (AKR-306)
- USS "Benefit" ()
- USS "Benevolence" ()
- USS "Benewah" ()
- USS "Benfold" (DDG-65)
- USS "Benham" (DD-49, DD-397, DD-796)
- USS "Benicia" 1868, PG-96)
- USS "Benjamin Franklin" (SSBN-640)
- USS "Benjamin Isherwood" (AO-191)
- USS "Benjamin Stoddert" (DDG-22)
- USS "Benner" (DD-807)
- USS "Bennett" (DD-473)
- USS "Bennington" (PG-4, CV-20)
- USS "Bennion" (DD-662)
- USS "Benson" (DD-421)
- USS "Bentinck" ()
- USS "Bentley" ()
- USS "Benton County" (LST-263)
- USS "Benzie County" (LST-266)
- USS "Berberry" ()
- USS "Bergall" (SS-320, SSN-667)
- USS "Bergen" ()
- USS "Bering Strait" ()
- USS "Berkeley" (DDG-15)
- USS "Berkeley County" (LST-279)
- USS "Berkshire" ()
- USS "Berkshire County" (LST-288)
- USS "Bermuda" ()
- USS "Bernadou" (DD-153)
- USS "Bernalillo County" (LST-306)
- USS "Bernard" ()
- USS "Berrien" ()
- USS "Berry" ()
- USS "Bertell W. King" ()
- USS "Berwind" ()
- USS "Berwyn" ()
- USS "Beryl" ()
- USS "Besboro" ()
- USS "Besoeki" ()
- USS "Bessemer Victory" ()
- USS "Bessie H. Dantzler" ()
- USS "Bessie J." ()
- USS "Bessie Jones" ()
- USS "Besugo" (SS-321)
- USS "Beta" ()
- USS "Betelgeuse" (, AK-260)
- USS "Bethany" ()
- USS "Betty Jane I" ()
- USS "Betty M. II" ()
- USS "Beukelsdijk" ()
- USS "Beverly W. Reid" (LPR-119)
- USS "Bexar" (LPA-237)

## Bi-Bl
- USS "Bibb" (WPG-31, , )
- USS "Bickerton" ()
- USS "Biddle" (TB-26, DD-151, DDG-5, CG-34)
- USS "Bie & Schiott" ()
- USS "Bienville" ()
- USS "Biesbosch" ()
- USS "Big Black River" (LFR-401)
- USS "Big Chief" ()
- USS "Big Horn" (AO-45, T-AO-198)
- USS "Big Horn River" ()
- USS "Big Pebble" ()
- USS "Bigelow" (DD-942)
- USS "Bignonia" ()
- USS "Billfish" (SS-286, SSN-676)
- USS "Billingsley" (DD-293)
- USS "Billow" (, )
- USS "Biloxi" (CL-80)
- USS "Bingham" (LPA-225)
- USS "Birch" ()
- USS "Birgit" ()
- USS "Birmingham" (CL-2, CL-62, SSN-695)
- USS "Bisbee" ()
- USS "Biscayne" ()
- USS "Bismarck Sea" (CVE-95)
- USS "Biter" ()
- USS "Bitterbush" ()
- USS "Bittern" (AM-36, MHC-43)
- USS "Bivalve" ()
- USS "Biven" ()
- USS "Bivin" ()
- USS "Black" (DD-666)
- USS "Black Arrow" ()
- USS "Black Douglas" (PYc-45)
- USS "Black Hawk" (1848, AD-9, MHC-58)
- USS "Black Warrior River" ()
- USS "Blackfin" (SS-322)
- USS "Blackfish" ()
- USS "Blackford" ()
- USS "Blackstone River" ()
- USS "Blackwood" ()
- USS "Bladen" ()
- USS "Blair" (DER-147)
- USS "Blakeley" (DD-150)
- USS "Blakely" (DE-140, , FF-1072/DE-1072)
- USS "Blanche" ()
- USS "Blanco County" (LST-344)
- USS "Bland" ()
- USS "Blandy" (DD-943)
- USS "Blanquillo" ()
- USS "Bledsoe County" (LST-356)
- USS "Blenny" (SS-324)
- USS "Blessman" (APD-48)
- USS "Bligh" ()
- USS "Block Island" (CVE-21, CVE-106)
- USS "Bloomer" ()
- USS "Blount" ()
- USS "Blower" (SS-325)
- USS "Blue" (DD-387, DD-744)
- USS "Blue Bird" (MSC-95, MSC-121)
- USS "Blue Dolphin" ()
- USS "Blue Jacket" ()
- USS "Blue Jay" ()
- USS "Blue Light" ()
- USS "Blue Ridge" (1918, AGC-2, LCC-19)
- USS "Blueback" (SS-326, SS-581)
- USS "Bluebird" (, , )
- USS "Bluefish" (SS-222, SSN-675)
- USS "Bluegill" (SS-242)
- USS "Bluffton" ()

## Bo-Br
- USS "Boarfish" (SS-327)
- USNS "Bob Hope" (T-AKR-300)
- USS "Bobby" ()
- USS "Bobolink" (, )
- USS "Bobylu" ()
- USS "Bocaccio" ()
- USS "Bocachee" ()
- USS "Boggs" ()
- USS "Bogue" (CVE-9)
- USS "Boise" (CL-47, SSN-764)
- USS "Bold" (, MSO-424, AGOS-12)
- USS "Bolinas" (CVE-36)
- USS "Bolivar" ()
- USS "Bollinger" (LPA-234)
- USS "Bolster" (ARS-38)
- USS "Bomazeen" ()
- USS "Bombard" ()
- USS "Bon Homme Richard" (CVA-31)
- USS "Bonaci" ()
- USS "Bond" ()
- USS "Bondia" (AF-42)
- USS "Bonefish" (SS-223, SS-582)
- USS "Bonhomme Richard" (1765, CVA-31, LHD-6)
- USS "Bonita" (SS-15, SP-540, SS-165, SSK-3/SS-552)
- USS "Bonito" (1846)
- USS "Boone" (FFG-28)
- USS "Boone County" (LST-389)
- USS "Bootes" ()
- USS "Booth" (FF-170)
- USS "Bordelon" (DD-881)
- USS "Boreas" ()
- USS "Borer" ()
- USS "Borie" (DD-215, DD-704)
- USS "Borum" (DE-790)
- USS "Bosque" ()
- USS "Boston" (1776, 1776, 1799, 1825, 1884, CA-69, SSN-703)
- USS "Boston Salvor" ()
- USS "Bostwick" ()
- USS "Botetourt" ()
- USS "Bottineau" (LPA-235)
- USS "Bougainville" (CVE-100)
- USS "Bouker No. 2" ()
- USS "Boulder" (LST-1190)
- USS "Boulder Victory" ()
- USS "Bountiful" (AH-9)
- USS "Bourbon" (1783)
- USS "Bowditch" (AGS-4, AGS-21, T-AGS-62)
- USS "Bowdoin" ()
- USS "Bowen" (FFT-1079)
- USS "Bowers" (APD-40)
- USS "Bowfin" (SS-287)
- USS "Bowie" ()
- USS "Boxer" (1815, 1832, 1865, 1905, CV-21, LHD-4)
- USS "Boxwood" ()
- USS "Boy Scout" ()
- USS "Boyd" (DD-544)
- USS "Boyle" (DD-600)
- USS "Bracken" ()
- USS "Brackett" ()
- USS "Bradford" (DD-545)
- USS "Bradley" (FF-1041)
- USS "Braine" (DD-630)
- USS "Braithwaite" ()
- USS "Brambling" (, )
- USS "Branch" (DD-197, DD-310)
- USS "Brandenburg" ()
- USS "Brandywine" (1825)
- USS "Brant" (, )
- USS "Brattleboro" ()
- USS "Brave" ()
- USS "Braxton" ()
- USS "Bray" (DE-709)
- USS "Braziliera" ()
- USS "Brazos" ()
- USS "Breaker" (, , )
- USS "Breakhorn" ()
- USS "Breakwater" ()
- USS "Bream" ()
- USS "Breck" (DD-283)
- USS "Breckinridge" ()
- USS "Breeman" (DE-104)
- USS "Breese" (DD-122)
- USS "Bremerton" (CA-130, SSN-698)
- USS "Brennan" ()
- USS "Breton" (CVE-10, CVE-23)
- USS "Brevard" ()
- USS "Brewster County" (LST-483)
- USS "Brewton" (FF-1086)
- USS "Briarcliff" ()
- USS "Briareus" (AR-12)
- USS "Bridge" (AF-1, AOE-10)
- USS "Bridgeport" (AD-10, CA-127)
- USS "Bridget" (DE-1024)
- USS "Bright" ()
- USS "Brill" (SS-330)
- USS "Brilliant" ()
- USS "Brinkley Bass" (DD-887)
- USS "Briscoe" (APA-65, DD-977)
- USS "Brisk" ()
- USS "Brister" (DE-327)
- USS "Bristol" (DD-453, DD-857)
- USS "Bristol County" (LST-1198)
- USS "Britannia" ()
- USS "Brittin" (AKR-305)
- USS "Broad Arrow" ()
- USS "Broad Kill River" (LFR-405)
- USS "Broadbill" (, AM-58)
- USS "Broadkill River" ()
- USS "Broadwater" ()
- USS "Brock" (APD-93)
- USS "Brockenborough" ()
- USS "Bronstein" (DE-189, FF-1037)
- USS "Brontes" ()
- USS "Bronx" (, LPA-236)
- USS "Brooke" (FFG-1)
- USS "Brookings" ()
- USS "Brooklyn" (1858, CA-3, CL-40)
- USS "Brooks" (APD-10)
- USS "Broome" ()
- USS "Brough" ()
- USS "Brown" (DD-546)
- USS "Brownson" (DD-518, DD-868)
- USS "Brownsville" (PF-10)
- USS "Bruce" (DD-329)
- USS "Bruce C. Heezen" (AGS-64)
- USS "Brule" (, AKL-28)
- USS "Brumby" (FF-1044)
- USS "Brunswick" (, , ATS-3)
- USS "Brush" (DD-745)
- USS "Brutus" ()
- USS "Bryant" (DD-665)
- USS "Bryce Canyon" (AD-36)

## Bu-By
- USS "Bucareli Bay" ()
- USS "Buccaneer" ()
- USS "Buchanan" (DD-131, DD-484, DDG-14)
- USS "Buck" (SP-1355, DD-420, DD-761)
- USS "Buckeye" ()
- USS "Buckingham" ()
- USS "Buckthorn" (, )
- USS "Bucyrus Victory" ()
- USS "Buena Ventura" ()
- USS "Buena Vista" ()
- USS "Buffalo" (1813, 1892, CL-84, CL-99, CL-110, SSN-715)
- USS "Bulkeley" (DDG-84)
- USS "Bull" (DE-693/APD-78)
- USS "Bull Dog" ()
- USS "Bull Run" ()
- USS "Bullard" (DD-660)
- USS "Bullen" ()
- USS "Bullfinch" ()
- USS "Bullhead" (SS-332)
- USS "Bulloch County" (LST-509)
- USS "Bullock" ()
- USS "Bullwheel" ()
- USS "Bulmer" (DD-222)
- USS "Bulwark" (, MSO-425)
- USS "Bumper" (SS-333)
- USS "Bunch" (DE-694/APD-79)
- USS "Buncombe County" (LST-510)
- USS "Bunker Hill" (CV-17, CG-52)
- USS "Bunting" (, )
- USS "Buoyant" ()
- USS "Burden R. Hastings" ()
- USS "Burdo" (APD-133)
- USS "Burges" ()
- USS "Burias" ()
- USS "Burke" (APD-65)
- USS "Burleigh" (APA-95)
- USS "Burleson" ()
- USS "Burlington" (PF-51)
- USS "Burns" (DD-171, DD-588)
- USS "Burrows" (1814, DD-29, DE-105(inne języki))
- USS "Burton Island" ()
- USS "Bush" (DD-166, DD-529)
- USS "Bushnell" (AS-2(inne języki), AS-15)
- USS "Bussum" ()
- USS "Busy" ()
- USS "Butler" (DD-636/DMS-29)
- USS "Butte" (APA-68, AE-27)
- USS "Butternut" ()
- USS "Buttress" ()
- USS "Byard" ()
- USS "Byron" ()